# Vela nos Jogos Paralímpicos

Pictograma da Vela paralímpica

A vela paralímpica teve seu primeiro impulso na década de 1980. Começou com regatas na Suíça e logo passou a singrar mares da Alemanha, Holanda e França. Só em 1990 a modalidade foi exibida nos Jogos Mundiais para pessoas com deficiência. O primeiro campeonato mundial foi realizado em 1992, paralelamente aos Jogos Olímpicos de Barcelona, mas não como parte deles. Nos Atlanta 1996, o esporte foi demonstrado na Paraolimpíada, o que serviu de ponte para sua inclusão na edição seguinte,  Sydney 2000. A vela paraolímpica segue as regras da Federação Internacional de Iatismo-ISAF e possui adaptações para as pessoas com deficiência locomotora ou visual, feitas pela Federação Internacional de Iatismo para Deficientes.

## Instrumentos utilizados
Neste esporte, dois tipos de barco são utilizados nas competições paraolímpicas. Os barcos da classe 2.4mR comportam um único atleta, pesam 260 quilogramas e possuem 4,1 metros de comprimento, ao passo que o Skud 18 deve ser tripulado por duas pessoas. Já os barcos da classe Sonar comportam uma equipe de três pessoas, que deve ser classificada em função dos tipos de deficiência. Esses barcos são maiores: pesam cerca de 900 kg e medem cerca de 7 m.
Tanto o 2.4mR como o Sonar são barcos de quilha, uma peça de metal situada abaixo do casco do barco que impede que ele vire, que os torna estáveis e seguros, condição essencial para competições. A vela requer um sistema de classificação que atribui pontos de acordo com a capacidade funcional de cada atleta. Eles são pontuados com base em suas habilidades funcionais em classes que vão de um a sete. Atletas com deficiência visual são colocadas em uma competição de três classes, com base em sua acuidade visual e campo de visão.

## Pontuação
A pontuação de uma tripulação de três pessoas não deve ultrapassar os 14 pontos. Ao contrário de esportes que possuem sistema de pontos para avaliar os atletas, o objetivo aqui é obter menos pontos que os concorrentes. Os velejadores disputam nove regatas e somam pontos de acordo com a colocação em cada uma delas. O vencedor conquista um ponto, o segundo fica com dois e assim por diante. Ao final das disputas, o pior resultado é descartado e quem tiver a menor soma de pontos é declarado campeão. O percurso das regatas é demarcado por boias. Essa sinalização é alterada de acordo com as condições atmosféricas do dia de prova.

## Classes BV
- 2.4mR - Individual
- Skud 18 -  para duas pessoas
- Sonar - para três pessoas